# Charles Wirgman

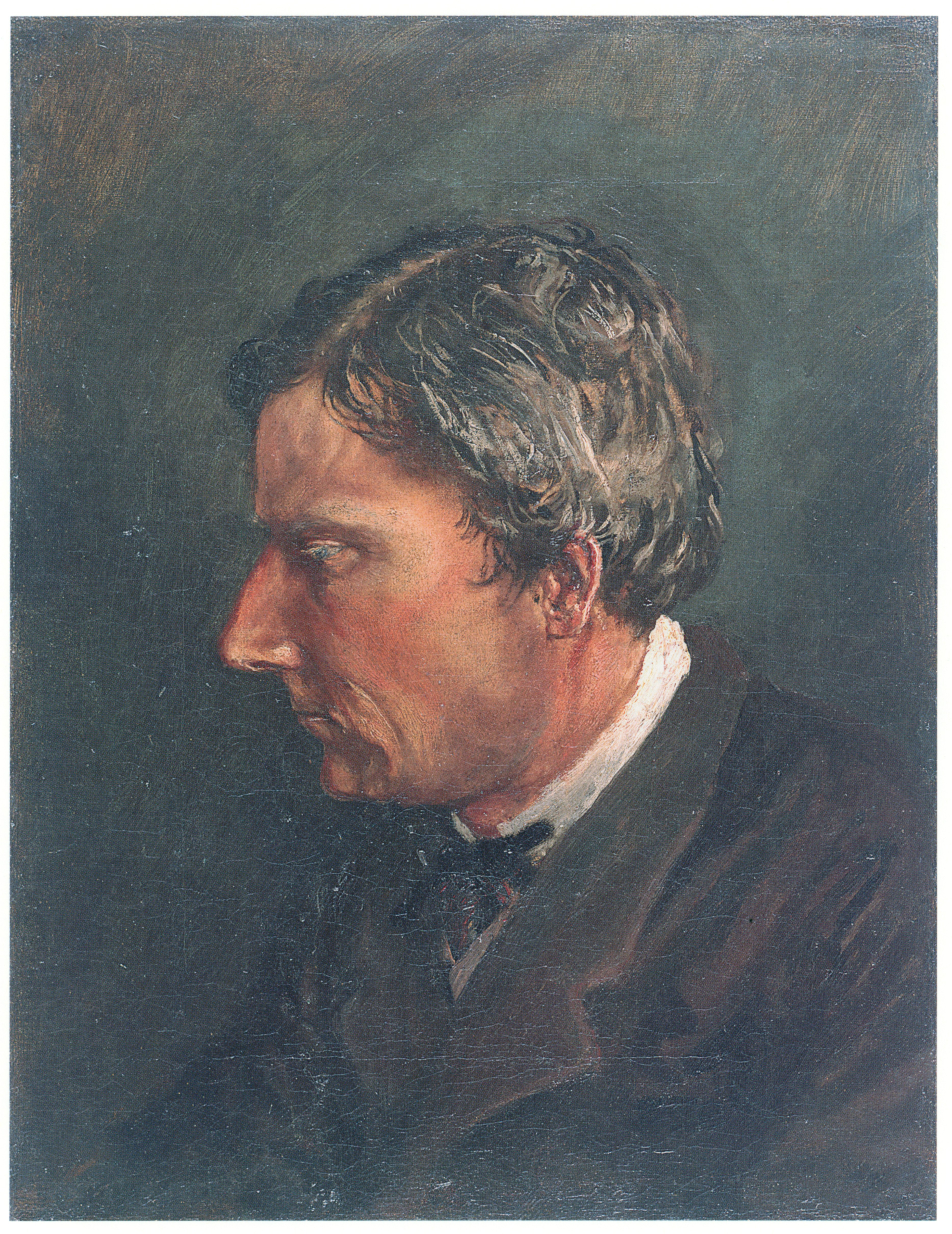
Retrato al óleo de Charles Wirgman, por su discípulo Takahashi Yūichi.

Charles Wirgman (31 de agosto de 1832-8 de febrero de 1891) fue un caricaturista y dibujante inglés, creador del Japan Punch e ilustrador en Japón para el Illustrated London News. 
Fue el mayor de los siete hijos supervivientes de los doce que tuvieron Ferdinand Charles Wirgman y su esposa Frances Laetitia Diggins; los Wirgman eran ingleses de origen sueco, sus antepasados eran plateros exitosos que se instalaron en Londres desde Suecia en el siglo XVIII. También destacó su hermano Theodore Blake Wirgman, reconocido pintor.
Wirgman llegó a Japón en 1861 como corresponsal del Illustrated London News, residiendo desde entonces hasta su muerte en Yokohama. En 1863 se casó con Ozawa Kane, con quien tuvo un solo hijo, Ichio Wirgman (1864-1922). Publicó la primera revista en la historia de Japón, el Japan Punch, de publicación mensual, entre 1862 y 1887. Al igual que su homónima británica, la revista era de estilo satírico y humorístico, ilustrada con caricaturas del propio Wirgman. Enseñó técnicas de dibujo y pintura occidentales a discípulos japoneses.
Wirgman yace en una tumba en el cementerio internacional de Yokohama.